# Rere
Rere ist eine kleine Siedlung im Gisborne District auf der Nordinsel von Neuseeland. 

## Geographie
Die Siedlung befindet sich rund 37 km westnordwestlich von Gisborne in einer abgelegenen Berglandschaft östlich der Huiarau Range. Durch die Siedlung fließt der Wharekopae River.

## Bildungswesen
Die Siedlung verfügt mit der Rere School über eine Grundschule mit den Jahrgangsstufen 1 bis 8. Im Jahr 2016 besuchten 23 Schüler die Schule.

## Sehenswürdigkeiten
In der Siedlung befinden sich an der abknickenden Hauptverbindungsstraße, die über den Wharekopae River führt, die wenige Meter hohen einstufigen Rere Falls.

## Tourismus
Rere ist bekannt für seine rund 60 m lange Wasserrutsche, die über die rundgewaschenen Felsen des Wharekopae River führt.